# Virgem Amamentando

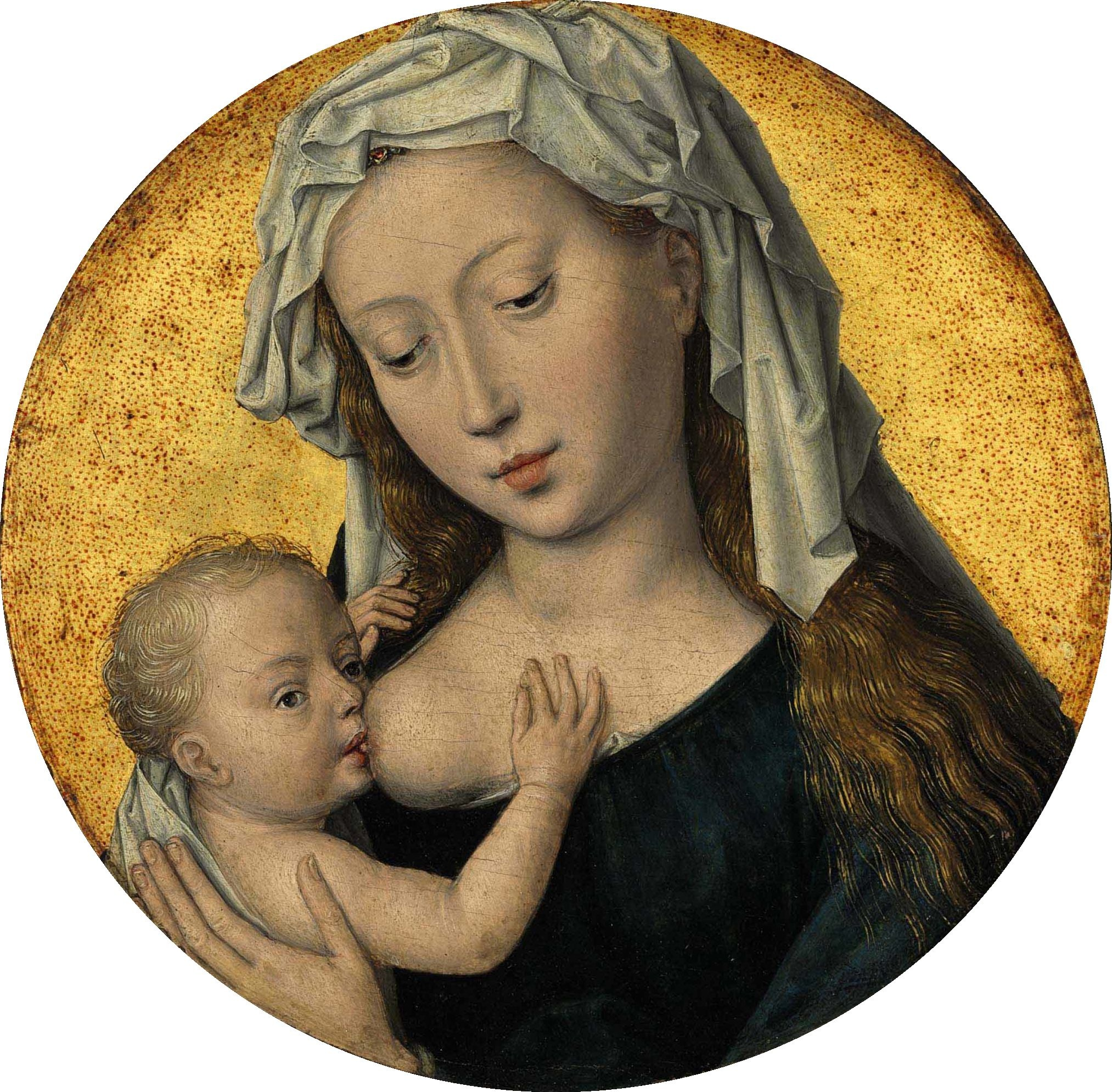
Tondo da Virgem Amamentando, de Hans Memling, atualmente em coleção particular.

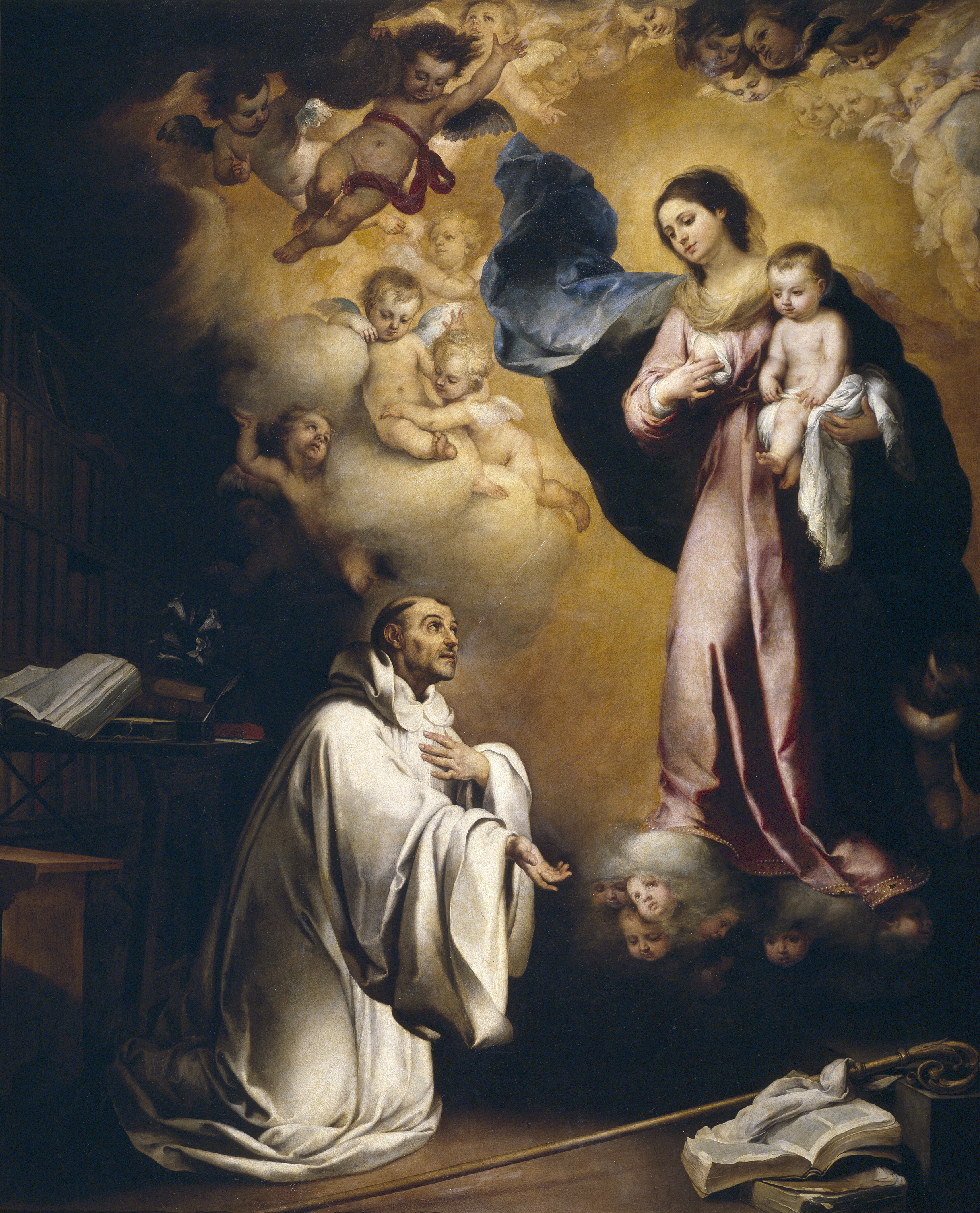
Lactação de São Bernardo de Claraval, por Bartolomé Esteban Murillo, obra atualmente no Museu do Prado, em Madrid.

Virgem Amamentando ou Virgem do Leite (em latim: Madonna Lactans) é uma das muitas representações iconográficas da Madona com o Menino na qual a Virgem Maria aparece amamentando o Menino Jesus.

## História
Esta representação foi mencionada por Gregório Magno e um famoso mosaico do século XII está na fachada de Santa Maria in Trastevere, em Roma, embora alguns poucos exemplos mais antigos sobrevivam. A imagem é comum nos ícones ortodoxos (conhecidos como em grego:  Galaktotrophousa ou em russo:  Mlekopitatelnitsa), especialmente na Rússia.
É provável que a devoção a esta imagem tenha revivido por obra dos cistercienses no século XII, parte de um movimento mais amplo de renovado interesse na mariologia. O leite era visto como o "sangue processado" e o leite da Virgem, de alguma forma, era um paralelo do "Sangue de Cristo".
Na Idade Média, a amamentação era, principalmente nas classes média e alta, geralmente repassada para amas-de-leite contratadas e a imagem estava ligada à Madona da Humildade, que mostrava a Virgem usando roupas muito mais ordinárias que as vestes reais comuns nas imagens da "Coroação da Virgem", por exemplo, e sentada no chão. O aparecimento de um grande número de imagens da Virgem Amamentando na Toscana (e na Península Ibérica) no início do século XIV foi uma revolução visual para a teologia da época, principalmente quando se compara esta imagem com a "Rainha do Céu". Depois do Concílio de Trento, em meados do século XVI, escritores eclesiásticos passaram a desencorajar a nudez em temas religiosos e o uso da Madonna Lactans definhou e desapareceu.

## Lactatio
Uma variante, conhecida como Lactação de São Bernardo (em latim: Lactatio ou apenas Lactatio) baseia-se num milagre ou visão de São Bernardo de Claraval na qual a Virgem derramou seu leite em seus lábios (dependendo da versão, ele estava acordado, em oração, e em outras, dormindo). Na arte, ele aparece geralmente ajoelhado perante uma Virgem Amamentando e, quando Jesus deixa de mamar, a Virgem espreme seu seio e ele é atingido por um pouco do leite, geralmente mostrado claramente. Nesta variante, a Virgem Amamentando sobreviveu no período barroco.[carece de fontes?]